# Moselyana comosa
Moselyana comosa är en nattsländeart som beskrevs av Donald G. Denning 1949. Moselyana comosa ingår i släktet Moselyana och familjen Apataniidae. Inga underarter finns listade i Catalogue of Life.